# Myristicaceae
Famille
Classification APG III (2009)
Les Myristicaceae (les myristicacées) sont une famille de plantes à fleurs de l'ordre des Magnoliales. Elle comprend dans les 300 espèces réparties en une vingtaine de genres.
Ce sont des arbres à feuilles persistantes, parcheminées, producteurs d'huiles essentielles, des régions tropicales.
Dans cette famille, on peut citer l'espèce Myristica fragrans (le muscadier) qui donne la noix de muscade.
Dans la classification classique, elle est classée parmi les dicotylédones primitives. Dans la classification phylogénétique, elle est rétrogradée parmi les Angiospermes primitives.

## Étymologie
Le nom de genre Myristica vient du grec μυριστικός - muristikos, "odorant", dérivé de μυρίζω - murizo, "parfumer", lui-même de μύρον - muron, "parfum".

## Liste des genres
Selon Angiosperm Phylogeny Website (13 avr. 2010) :
- Brochoneura
- Cephalosphaera
- Coelocaryon
- Compsoneura
- Endocomia
- Gymnacranthera
- Haematodendron
- Horsfieldia
- Iryanthera
- Knema
- Maloutchia
- Myristica
- Osteophloeum
- Otoba
- Pycnanthus
- Scyphocephalium
- Staudtia
- Virola

Selon NCBI (13 avr. 2010) :
- Bicuiba
- Brochoneura
- Cephalosphaera
- Coelocaryon
- Compsoneura
- Gymnacranthera
- Haematodendron
- Horsfieldia
- Iryanthera
- Knema
- Mauloutchia
- Myristica
- Otoba
- Pycnanthus
- Staudtia
- Virola

Selon DELTA Angio (13 avr. 2010) :
- Bicniba
- Brochoneura
- Cephalosphaera
- Coelocaryon
- Compsoneura
- Endocomia
- Gymnacranthera
- Haematodendron
- Horsfieldia
- Iryanthera
- Knema
- Mauloutchia
- Myristica
- Osteophloeum
- Otoba
- Pycnanthus
- Scyphocephalium
- Staudtia
- Virola

Selon ITIS (13 avr. 2010) :
- Horsfieldia Wild.
- Myristica Gronov.
- Virola Aublet